# Minyobates steyermarki
Minyobates steyermarki ist eine Art aus der Familie der Baumsteigerfrösche (Dendrobatidae). Sie gilt heute als die einzige Art der Gattung Minyobates. Früher wurde sie der Gattung Dendrobates zugeordnet, aber auf Grund der Morphologie und Lebensweise in eine eigene Gattung gestellt. Diese Einteilung war zunächst umstritten, konnte aber durch genetische Untersuchungen bekräftigt werden. Die Gattung Dendrobates bildet das Schwestertaxon zu Minyobates. Acht weitere, früher ebenfalls unter Minyobates geführte Arten, wurden später der Gattung Ranitomeya zugeordnet und dann als neue Gattung Andinobates wieder ausgegliedert.

## Merkmale
Die Frösche erreichen eine Kopf-Rumpf-Länge von lediglich 14 bis 16 Millimetern, wobei die Weibchen etwas größer und kräftiger gebaut sind als die Männchen. Der Körper ist rostbraun bis dunkelrot gefärbt und besitzt zum Teil undeutliche, dunkelbraune Flecken. Die Haut ist glatt, seitlich ist sie leicht körnig strukturiert. An den Fingern sind verbreiterte Haftscheiben vorhanden. Der erste Finger ist länger als der zweite.

## Vorkommen
Die Art ist nur von einem Fundort im Süden Venezuelas aus dem Bundesstaat Amazonas, an der Grenze zu Brasilien, bekannt. Es handelt sich dabei um ein etwa 10 Quadratkilometer großes Regenwaldareal der nieder- und prämontanen Stufe auf dem Cerro Yapacana in 600 bis 1200 Metern Seehöhe. Die Tiere leben in am Boden wachsenden Bromelien, sie sollen aber auch auf in Baumkronen wachsenden Bromelien vorkommen.

## Lebensweise
Minyobates steyermarki wird als wenig agile, etwas scheue Art charakterisiert. In Gefangenschaft sollen sich die Tiere aber recht aggressiv verhalten. Die Männchen beginnen mit ungefähr acht Monaten zu rufen, sie befruchten Gelege aber erst mit einem Alter von etwa 12 Monaten. Der Ruf ist innerhalb der Familie der Baumsteigerfrösche einzigartig und hat Ähnlichkeit mit dem Piepsen von Vögeln. Dabei werden Einzelpfiffe in Serien abgegeben. Sind mehrere Männchen beieinander, werden die Pfiffe synchronisiert. Über das Balzverhalten ist ansonsten nur wenig bekannt. Bereits kurze Zeit nach dem Rufen erfolgt die Ablage des Laichs. Das Männchen lockt das Weibchen dazu zum vorgesehenen Ablageplatz. Man kann bei der Eiablage keinen Amplexus beobachten. Ähnlich wie bei der Gattung Dendrobates können Eiablage und Besamung getrennt voneinander ablaufen.
Die Gelege haben einen Durchmesser von etwa 15 Millimetern und bestehen aus drei bis neun Eiern, im Durchschnitt sind es vier. Diese sind anfangs schwarz gefärbt und werden später etwas heller. Bei 20 °C schlüpfen die Larven nach 10 bis 14 Tagen und sind 8 bis 10 Millimeter lang. Sie sind Allesfresser und benötigen etwa 70 Tage bis zur Metamorphose zum Frosch. Dieser ist dann 8 bis 10 Millimeter lang und trägt am Rücken zwei mehr oder weniger stark ausgeprägte rote Längsstreifen.
Das Brutpflegeverhalten ist nur durch in Gefangenschaft lebende Tiere bekannt. Lediglich das Männchen betreut das Gelege. Die Larven werden auf dem Rücken zu geeigneten Wasserquellen getragen. Dabei handelt es sich um verschiedene Phytotelma, wie etwa Wasseransammlungen in Blattachseln von Bromelien. Die Kaulquappen werden nicht mit Futtereiern versorgt.

## Gift
Das Gift enthält die Hauttoxine Pumiliotoxin-A, Decahydrochinolin und Indolizidin.

## Gefährdung
Minyobates steyermarki wird wegen des extrem kleinen Verbreitungsgebietes und des Rückgangs dieser Waldfläche in der Roten Liste der IUCN als vom Aussterben bedroht („Critically Endangered“) eingestuft. Zu den Gefährdungsursachen werden unter anderem das Betreiben offener Goldminen, Waldbrände sowie die illegale Sammlung und Ausfuhr für Tierhaltungs- oder wissenschaftliche Zwecke gezählt. Beispielsweise wurde 1999 berichtet, dass etwa 150 Exemplare nach Deutschland geschmuggelt wurden.